# Maggie Hassan

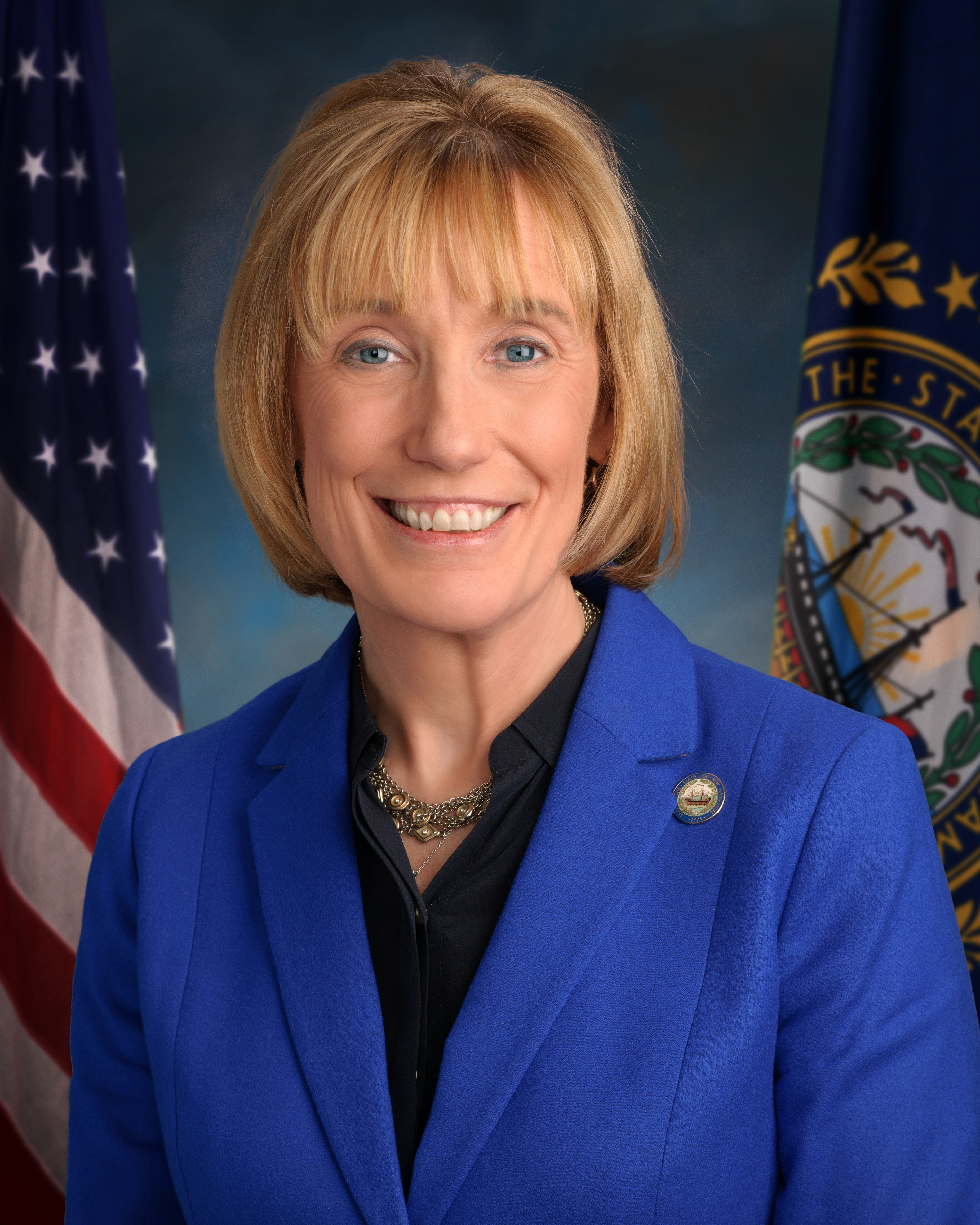
Maggie Hassan (2017)

Margaret „Maggie“ Wood Hassan (* 27. Februar 1958 in Boston, Massachusetts) ist eine US-amerikanische Politikerin. Sie war seit dem 3. Januar 2013 Gouverneurin des US-Bundesstaates New Hampshire und gewann die dortige Wahl für den US-Senat im November 2016.

## Leben

### Privates
Margaret Wood ist das jüngste von drei Kindern von Margaret Byers und Robert Coldwell Wood. Ihr Vater diente als Berater von US-Präsident John F. Kennedy und amtierte unter dessen Nachfolger Lyndon B. Johnson vom 7. Januar bis zum 20. Januar 1969 für zwei Wochen als US-Bauminister. Sie ist mit Thomas Hassan verheiratet, seit September 2009 Rektor der Phillips Exeter Academy. Aus der Ehe gingen zwei Kinder hervor, Sohn Ben und Tochter Meg. Ihr Bruder ist der Schauspieler Frank Wood.

### Werdegang
Hassan studierte Rechtswissenschaften, erhielt ihren Bachelor an der Brown University und ihren Juris Doctor an der Northeastern University in Boston. Von 1985 bis 1992 arbeitete sie als Anwältin in der Kanzlei Palmer & Dodge in Boston. Später arbeitete sie als juristische Beraterin für das Brigham and Women’s Hospital in Boston.
Mitte der 1990er Jahre kam sie nach New Hampshire, wo die amtierende Gouverneurin Jeanne Shaheen sie 1999 in den Ausschuss für Bildung und Finanzen berief. Es war Hassans erster Schritt in die Politik.

### Politische Karriere
2002 kandidierte Hassan erstmals für einen Sitz im Senat von New Hampshire, doch unterlag die demokratische Kandidatin ihrem republikanischen Gegner, dem amtierenden Senator Russell Prescott. 2004 versuchte sie es erneut und konnte Prescott mit 52 zu 48 Prozentpunkten mit Erfolg aus seinem Amt verdrängen. 2008 wurde Hassan zur Fraktionsführerin der Mehrheitspartei des Senats gewählt. Als Prescott jedoch 2010 erneut gegen Hassan antrat, unterlag sie mit 47 zu 53 Prozentpunkten.
Im Oktober 2011 gab sie ihre Absicht bekannt, für das Amt der Gouverneurin von New Hampshire zu kandidieren. Bei der Wahl, die am 6. November 2012 stattfand, gewann sie gegenüber ihrem republikanischen Kontrahenten Ovide M. Lamontagne mit 54 zu 42 Prozent.
Anfang Oktober 2015 gab sie bekannt, sich bei der Wahl im November 2016 für den Sitz im US-Senat zu bewerben, den bis dahin die Republikanerin Kelly Ayotte innehatte. Hassan gewann die Vorwahl ihrer Partei als Wunschkandidatin der demokratischen Parteiführung, um den Sitz in diesem Blue State zu erobern. Sie siegte mit etwa 1000 Stimmen Vorsprung und trat ihr Mandat am 3. Januar 2017 an. Ihr Nachfolger im Amt des Gouverneurs wurde der Republikaner Chris Sununu, der im November 2016 in dieses Amt gewählt wurde. Hassan wurde 2022 wiedergewählt.

## Belege
1. ↑  Emily Cahn: Maggie Hassan Will Run for Senate in New Hampshire (Video). (Memento des Originals vom 19. Februar 2016 im Internet Archive)  Info: Der Archivlink wurde automatisch eingesetzt und noch nicht geprüft. Bitte prüfe Original- und Archivlink gemäß Anleitung und entferne dann diesen Hinweis. In: Roll Call, 5. Oktober 2015 (englisch).
2. ↑  Hassan Declared Winner In NH Senate Race; Ayotte Concedes. In: CBSLocal Boston, 9. November 2016 (englisch).
3. ↑  New Hampshire U.S. Senate Election Results. In: The New York Times. 8. November 2022, ISSN 0362-4331 (nytimes.com [abgerufen am 9. November 2022]).

| Personendaten    | Personendaten                                       |
| ---------------- | --------------------------------------------------- |
| NAME             | Hassan, Maggie                                      |
| ALTERNATIVNAMEN  | Hassan, Margaret Wood; Wood, Margaret (Geburtsname) |
| KURZBESCHREIBUNG | US-amerikanische Politikerin                        |
| GEBURTSDATUM     | 27. Februar 1958                                    |
| GEBURTSORT       | Boston, Massachusetts                               |